# Герман (Цезар)
Герман је био цезар Византијског царства . Оженио се Харитоном, ћерком цара Тиберија II Константина и царице Ино Анастасије .
Према Мајклу Витбију, Герман је био патрициј и гувернер преторијанске префектуре Африке. Изабрао га је умирући цар Тиберије II за наследника свог престола 582. године. „У двострукој церемонији 5. августа Герман... и Маврикије су уздигнути у чин Цезара и верени за две Тиберијеве ћерке, Харито и Константину ." 
Витби сматра да овај аранжман указује на Тиберијеве планове да има два савладара као наследнике. Он сугерише да је умирући цар можда чак покушавао да поново уведе концепт западног и источног римског цара, при чему су Герман и Маврикије изабрани због својих веза са западним и источним провинцијама Царства. Витби идентификује овог Германа са сином сличног имена рођеним од Германа (ум. 550. године) и Матасвинте . 
Према изјави у Јордановој Гетици, старији Герман је био потомак племенитог римског рода Аниција. Тачна природа његове везе, међутим, није јасна, ако је то било шта више од књижевног средства које указује на племићко порекло. Теодор Момзен је претпоставио да је његова мајка могла бити ћерка Аниције Јулијане .  Матасвинта је била Еутарикова и Амаласвинтина ћерка . Била је сестра Аталарика, краља Острогота . Њихови баба и деда по мајци били су краљ Теодорик I Велики и краљица Аудофледа. Витби сугерише да би двоструко порекло из краљевске породице Аниција и Острогота заиста дало новом Цезару јаке претензије на владавину Африком и преторијанском префектуром Италије .  Међутим, уобичајено име „Герман“ може наговештавати да су ове бројке повезане једна са другом, али нема довољно доказа за идентификацију. 
Хроника Јована Никијуа бележи Тиберијеву смрт: „Умро је у миру треће године своје владавине. Његови дани су били тако мали због греха људи; јер нису били достојни таквог богољубивог цара и тако су изгубили овог милостивог и доброг човека. Пре него што је умро, наредио је да се његов зет, по имену Герман, подигне на царски престо. Сада је раније био патрициј. Али због своје понизности срца одбио је да буде цар. Тада је Маврикије, који је био из провинције Кападокије, постављен за цара.“  Витби сматра да је ово једини примарни извор да је цар Тиберије преферирао Германа у односу на Маврикија. Он сматра да то има више везе са Јовановом пристрасношћу према цару Маврикију него са прецизношћу. Јован Никиу жестоко критикује Маврикијеву верску политику и чак га назива паганом . 
Наративу Јована Никиуа супротставља Хисториа Франкорум Григорија Турског, која такође бележи византијске догађаје. Он приказује Маврикија као изабраног за наследника, прво од удовце царице Софије, а затим од цара Тиберија II. 
Герман нестаје из извора након његовог венчања. Можда се поново појавио као патриције Герман који се помиње у 7. веку, чија се ћерка удала за Маврикијевог најстаријег сина Теодосија . Још једном, идентификација је неизвесна. 